# Michael Hißmann
Michael Hißmann (n. 25 septembrie 1752, Sibiu, Principatul Transilvaniei – d. 14 august 1784, Göttingen, Germania) a fost un filosof și scriitor german din Transilvania.

## Biografie
După terminarea gimnaziului din Sibiu, Hißmann a studiat începând din 1773 la Erlangen și la Göttingen. Din 1782 a fost profesor de filosofie la Universitatea din Göttingen.
Pe lângă numeroase lucrări și traduceri, a redactat în perioada 1778 - 1783 publicația Magazin für die Philosophie und ihre Geschichte (Magazin pentru filosofie și istoria ei). Hißmann a fost un adversar al wolffismului și susținător al senzualismului englez și francez.
Merite deosebite le are în popularizarea filosofiei. Lucrarea sa Briefe über Gegenstände der Philosophie an Leserinnen und Leser a fost pusă la index de episcopul evanghelic din Sibiu.
A murit în 1784 la vârsta de numai 32 de ani.

## Lucrări
- De Infinito, Göttingen, 1776
- Geschichte der Lehre von der Association der Ideen, Göttingen, 1776.
- Psychologische Versuchen. Ein Beytrag zur esoterischen Logik, 1777
- Abhandlung über die angeborenen Begriffe din Teutscher Merkur, 1777
- Ueber den Hauptzweck der dramatischen Poesie din Teutschen Museum, 1777
- Anleitung zur Kenntniß der auserlesenen Litteratur in allen Theilen der Philosophi, Göttingen, 1778
- Briefe über Gegenstände der Philosophie an Leserinnen und Leser (Scrisori către cititori și cititoare privind obiectele filosofiei), Gotha, 1778.
- Untersuchung über den Stand der Natur (apărut anonim), Berlin, 1780
- Vesuch über das Leben des Freyhernn von Leipniz, Münster, 1783.

### Traduceri
- Charles de Brosses, Ueber Sprache und Schrift. Aus dem Französischen übersezt und mit Anmerkungen begleitet von Michael Hißmann. Bd. 1 und 2, (Despre limbă și scris. Tradus din franceză și comentat de Michael Hißmann. Volumul 1 și 2), editura Weygandsche Buchhandlung, Leipzig, 1777
- Jean Baptiste Claude Izouard Delisle de Sales, Charles Joseph de Meyer și Louis Sebastian Mercier, Neue Welt- und Menschengeschichte. Aus dem Französischen. Mit Zusätzen und Anmerckungen versehen von Michael Hißmann (Histoire des hommes ou histoire nouvelle de tous les peuples du monde) în 18 volume, Münster, Leipzig, 1781 - 1794
- Étienne Bonnot de Condillac, Versuch über den Ursprung der menschlichen Erkenntniß (Essai sur l'origine des connoissances humaines) în 2 volume, Leipzig, 1780

### Lucrări accesibile în formă digitalizată
- Magazin für Philosophie und ihre Geschichte
- Untersuchung über den Stand der Natur
- Psychologische Versuchen. Ein Beytrag zur esoterischen Logik
- Geschichte der Lehre von der Association der Ideen